# Tranum Aktieplantage
Tranum Aktieplantage (el. A/S Tranum Plantage) er en plantage umiddelbar nord for Tranum i Jammerbugt Kommune, tilhørende Region Nordjylland.
Plantagen dækker et areal på 213 hektar og er hovedsagelig tilplantet med bjergfyr, hvidgran og rødgran. Yderligere findes der store områder udlagt som hede med lyng og enebærbuske. Efter mange år med træer er der skabt grobund for, at de ryddede områder kan tilplantes med løvtræ. Plantagen er tinglyst fredskov.
Plantagen er organiseret i et aktieselskab, som hovedsagelig er ejet af de lokale i og omkring Tranum by. Selskabets egenkapital var i 2005 på 4,9 millioner kr. Plantagen er opdelt i tre afdelinger, en nordlig, en sydlig og en vestlig afdeling.

## Historie
Den stiftende generalforsamling blev afholdt den 14. juni 1902. Baggrunden for oprettelsen var, at områdets skove gennem århundreder lige så stille var blevet ryddet, og sandflugten fra Vesterhavet havde fået frit spil.
I 1864 ankom Enrico Dalgas til godset Aalegaard ved Fjerritslev, hvor han overtalte godsejer Bartholomæus Hasselbalch til at tilplante en areal nær godset; dette skulle senere blive til Tingskoven. Interessen hos befolkningen vendte sig imod tilplantning, hvilket førte til, at flere gårde og enligt beliggende huse begyndte at plante træer for at dæmme op for sandflugten. I 1884 begyndte et større projekt ved Svinkløv. Projektet er i dag blevet til den store statsejede Svinkløv Klitplantage.
Omkring 1880'erne havde andelsbevægelsen sin storhedstid. Andelsbevægelsen kom også til Tranum, der i 1897 havde fået sit forsamlinghus, der blev samlingspunktet for oprettelsen af plantagen. Den 4. marts 1902 blev der afholdt et møde i forsamlingshuset med henblik på at få tilplantet et areal i Tranum Sogn. Ved dette møde blev der nedsat en udvalg, som skulle stå for oprettelsen af et andelsselskab.
Udvalget gik hurtigt i gang med at forhandle med forskellige lodsejere om arealer, de var villige til at afgive. Den største gevinst var dog Tranum Skoles klitlod, der med sine 70 tønder land talte godt med. Efterfølgende startede et samarbejde med en lokal landinspektør, som skulle udarbejde et kort over matrikler, som i fremtiden kunne erhverves for at udvide plantagen. Selskabet blev en realitet ved en generalforsamling den 14. juni 1902.

## Bratbjergsøerne
I 1994 overtog Nykredit en tilstødende ejendom, som tidligere havde haft rettigheder til grusgravning. Ejendommen vakte selskabets interesse, hvilke førte til at selskabet købte arealet på tvangsauktion senere samme år. Bestyrelsens formål med området var at etablere et rekreativt område, som skulle være til glæde for lokalbefolkningen.
Selskabet ansatte et entreprenørfirma til at udgrave de resterende råstoffer og udarbejde en helhedsplan for området. De tidligere grusgrave blev fyldt med vand, som efterhånden har dannet de to store søer. Naturområdet blev indviet ved plantagens 100-års jubilæum 14. juni 2002.
Den 10. juni 2006 blev der med støtte fra Aage V. Jensens Fonde og Realdania ved søkanten indviet et madpakkehus, som blev opført af lærketræ fra plantagen.

## Galleri
- Tranum Aktieplantage
- Tranum Aktieplantage
- Tranum Aktieplantage

## Ekstern henvisning
- Tranum Aktieplantages hjemmeside

- Wikimedia Commons har flere filer relateret til Tranum Aktieplantage

57°9′N 9°30′Ø / 57.150°N 9.500°Ø